# Rafael Uribe Uribe (Bogotá)
Rafael Uribe Uribe ist der 18. Stadtbezirk (localidad) der kolumbianischen Hauptstadt Stadt Bogotá. Der Name des Bezirks ist zu Ehren des ermordeten liberalen Generals und Politikers Rafael Uribe Uribe benannt worden. Uribe Uribe war Gründer der Universidad Libre und bekannt für seine politischen Ideen zugunsten der Gründung des Gildensozialismus sowie der Gewerkschaften in Kolumbien; genauso wegen seiner diplomatischen Arbeit und Unterstützung der kolumbianischen Kaffeebauern bei der Bekämpfung von Krankheiten wie Kaffeerost.

## Geschichte
Die Geschichte der Lokalität Rafael Uribe Uribe liegt im Wesentlichen in der Kolonialzeit und der republikanischen Epoche bis ins 20. Jahrhundert, mit den drei großen Haziendas: Llano de Mesa, La Fiscala und Los Molinos de Chiguaza; letztere war eines der größten Territorien im Süden.
Von hier nahm auch die Entstehung der Ziegelindustrie in Kolumbien seinen Anfang. Manifestiert wurde diese Historie 1972 in einer Dokumentation der beiden Dokumentarfilmer Marta Rodríguez und Jorge Silva mit dem Titel „Chircales“ (Ziegeleiarbeiter). 

„Am Beispiel der Situation einer kolumbianischen Ziegeleiarbeiterfamilie, die am Rande des Existenzminimums dahinvegetiert, zeigt der Film aus engagierter subjektiver Sicht die gesellschaftlich bedingten Produktionsverhältnisse eines Landes der Dritten Welt auf. Der bewusst einfach gestaltete und an konkreten Lebensbedingungen orientierte Film ist ein leidenschaftlicher Aufruf zur Veränderung der gesellschaftlichen Verhältnisse mit revolutionären Mitteln.“

Berühmtheit erlangte auch das Gefängnis Cárcel Nacional Picota im Bezirk.

## Struktur
Der Stadtbezirk ist einer mit der jüngsten Bevölkerung in Bogotá. Rafael Uribe Uribe besteht überwiegend aus Wohngebieten sowie einem umfangreichen Einzelhandel. Zu einer territorialen Expansion steht dem Stadtteil kein Gelände mehr zur Verfügung und er verfügt auch über keinerlei ländliche Strukturen. Rafael Uribe Uribe ist der Bezirk mit der sechst kleinsten Fläche aller Stadtbezirke Bogotás.
Er liegt im südöstlichen Teil der Stadt, östlich begrenzt von San Cristóbal, Tunjuelito im Westen, Antonio Nariño im Norden und im Süden mit Usme. Die Stadtbezirk hat eine Fläche von 1.310 Hektaren mit einer Bevölkerung von ungefähr 423.000 Menschen.